# 平安里西大街
39°55′57″N 116°21′53″E / 39.9324611°N 116.364633°E
平安里西大街是位于中国北京市西城区中部的一条大街。

## 简介
平安里西大街东起地安门西大街西口，与西四北大街、新街口南大街连接，西到西二环官园桥，与车公庄大街连接。因位于平安里以西，故得名。
平安里位于地安门西大街西端。其地旧时是太平仓，清朝时为庄亲王府。庚子事变，该府毁于大火。中华民国成立后，该府售与李纯，于南部（今太平仓胡同北侧）兴建了中西合璧式房屋，取名“平安里”。后来，又将庄亲王府内部贯通成街（即今地安门西大街西段），称平安里大街。后来统称地安门西大街。
1971年，拆除了今官园桥以西的胡同，拓宽成大街，称“平安里西大街”。 1999年，拆除了前车胡同、后车胡同等胡同，将平安里西大街与地安门西大街连接起来。平安里西大街由此与“平安里”隔街相望。